# Ромео и Джульетта (пьеса Дюма)
«Ромео и Джульетта» (фр. Roméo et Juliette) — драма в пяти актах французского писателя Александра Дюма-отца, написанная в 1864 году (предположительно совместно с Полем Мерисом) на основе одноимённой трагедии Уильяма Шекспира. Была опубликована в 1976 году.

## Сюжет и история текста
В общих чертах сюжет в пьесе Дюма тот же, что и у Шекспира. Ромео Монтекки и Джульетта Капулетти, принадлежащие к двум враждующим семействам Вероны, влюбляются друг в друга и тайно венчаются, но вскоре Ромео приходится уйти в изгнание из-за убийства Тибальта. Джульетта, чтобы избежать брака с графом Парисом, принимает снотворное, из-за которого её признают мёртвой. Ромео, не зная, что это всего лишь уловка, возвращается в Верону и принимает яд в гробнице возлюбленной. Джульетта, придя в себя, закалывается над его телом.
В отличие от Шекспира Дюма использует исключительно александрийский стих, упрощает действие и усиливает общий драматизм. Предположительно его соавтором в этом случае был Поль Мерис, до этого работавший над романами «Асканио», «Две Дианы», «Амори», «Замок Эпштейнов». Пьеса, написанная в 1864 году, при жизни автора оставалась неопубликованной и не ставилась на сцене. Отдельные цитаты из неё Дюма приводит в романах «Могикане Парижа», «Луиза Сан-Феличе», «Исповедь фаворитки», «Дочь маркиза», в «Большом кулинарном словаре».
В 1949 году исследовательница Мария Ульрихова нашла в чешском замке, принадлежавшем прежде семье Меттернихов, ряд рукописей Дюма. Одна из них содержала примерно половину текста «Ромео и Джульетты». В 1964 году Ульрихова нашла в парижских архивах ещё одну рукопись, с почти полным текстом. «Ромео и Джульетта» были опубликованы в 1976 году в составе сборника забытых пьес Дюма.